# Hypopyra extricans
Hypopyra extricans là một loài bướm đêm trong họ Erebidae.